# 크리스 소여
크리스 소여(Chris Sawyer)는 스코틀랜드의 게임 제작자로 그가 개발한 롤러코스터 타이쿤, 롤러코스터 타이쿤 2, 트랜스포트 타이쿤 등의 경영 시뮬레이션 게임들로 유명하다.

## 경력
크리스 소여는 1983년에 게임산업에 입문하였으며 Z80기계어로 게임을 Memotech MTX 홈컴퓨터에서 구현하였다. 그 후 암스트라드 CPC 시리즈 같은 가정용컴퓨터에서 Ariolasoft를 통해 발매하였다. 세푸리크리 스셀라티와 지구라트는 흥행한 뒤 발매를 한 드문 게임 중의 하나이다. 1988년부터 1993년, 소여는 아미가게임들과 피시 컨버전에 연관된 많은 프로젝트에 작업을 하였다. (바이러스,캠페인 맹급류, 디노디니의 목표와 개척자: 엘리트 2...) 그리고 그든 엘리트 확장편에 기여를 하기도 했다. 시뮬레이션 게임의 감독으로써는, 트랜스포트 타이쿤이며 1994년 마이크로프로스에 의에 발매되었고 이것은 클래식 타이쿤 시리즈로 발전하게 된다. 일 년 뒤 그는 이것을 개선, 확장하여 트랜스포트 타이쿤 디럭스라 명한다. 곧 그는 다른 속편을 기획하였다. 그러나 그가 오리지널 게임 엔진으로 작업하는 동안 롤러코스터에 관심을 돌렸고, 롤러코스터 타이쿤 프로젝트로 바꾸었다. (이것은 발매전엔 White Knuckle로 불리었었다.) 롤러코스터 타이쿤을 만든뒤 그는 트랜스포트 타이쿤의 속편을 재개하였으나 또다시 롤러코스터 타이쿤을 만들기 위하여 연기되었다. 프로젝트가 완성되자, 그는 트랜스포트 타이쿤의 속편을 다시 재개하였으며 마침내 2004년 크리스 소여의 로코모션을 발매한다. 또한 아타리의 롤러코스터 타이쿤3의 개발부의 고문으로 재직했으며 2005년 11월 아타리에 충분한 로열티를 받지 못하였다고 고소를 하였다. 소여는 대부분의 게임을 x86기계어로 프로그래밍,디자인하였으며 오직 프리랜서 아티스트 시몬 포스터와 작곡가 알리스터 브라이블만이 세션으로 참여하였다.

## 같이 보기
- 롤러코스터 타이쿤
- 트랜스포트 타이쿤
- 크리스 소여의 로코모션